# Greens Fork
Greens Fork és una població dels Estats Units a l'estat d'Indiana. Segons el cens del 2000 tenia 371 habitants.

## Demografia
Segons el cens del 2000, Greens Fork tenia 371 habitants, 136 habitatges, i 102 famílies. La densitat de població era de 955 habitants/km².
Dels 136 habitatges en un 36,8% hi vivien nens de menys de 18 anys, en un 61,8% hi vivien parelles casades, en un 12,5% dones solteres, i en un 25% no eren unitats familiars. En el 20,6% dels habitatges hi vivien persones soles el 10,3% de les quals corresponia a persones de 65 anys o més que vivien soles. El nombre mitjà de persones vivint en cada habitatge era de 2,73 i el nombre mitjà de persones que vivien en cada família era de 3,22.
Per edats la població es repartia de la següent manera: un 27,8% tenia menys de 18 anys, un 10,5% entre 18 i 24, un 28,6% entre 25 i 44, un 21,6% de 45 a 60 i un 11,6% 65 anys o més.
L'edat mediana era de 35 anys. Per cada 100 dones de 18 o més anys hi havia 90,1 homes.
La renda mediana per habitatge era de 36.406$ i la renda mediana per família de 36.786$. Els homes tenien una renda mediana de 29.583$ mentre que les dones 25.357$. La renda per capita de la població era de 13.605$. Entorn del 7,3% de les famílies i el 8,2% de la població estaven per davall del llindar de pobresa.

## Poblacions més properes
El següent diagrama mostra les poblacions més properes.